# Panay
Panay és una illa de les Filipines situada a l'arxipèlag de les Visayas, al sud-oest de Mindoro i al nord-est de Negros, illa de la qual està separada per l'estret de Guimaras; al nord hi ha la mar de Sibuyan i les illes de Tablas, Romblon, Sibuyan i Masbate; al sud-oest està banyada per la mar de Sulu. Pertany a la regió VI o de les Visayas Occidentals. Té una extensió de 12.011 km² i una població de 3.500.000 habitants (2000). Comprèn les províncies d'Aklan, Antique, Capiz i Iloilo.
A l'illa es poden distingir tres regions: l'occidental, amb les Cordilleras, que s'eleven fins a 2.180 m; la plana central, recorreguda pels rius Sibalom, Jaro i Jalaud, i els turons de la regió oriental.
Les principals ciutats són Iloilo, al sud, davant l'illa de Guimaras, i Roxas, a la costa nord. La seva economia es basa en el sector primari: sucre, arròs i pesca. També s'exploten les selves (banús) i s'extrau coure, carbó, manganès, crom i mercuri.